# Александер Портер
Александер Портер (англ. Alexander Porter; нар. 13 травня 1996) — австралійський велогонщик, бронзовий призер Олімпійських ігор 2020 року.

## Виступи на Олімпіадах
| Олімпіада  | Дисципліна                    | Місце |
| ---------- | ----------------------------- | ----- |
| Токіо 2020 | командна гонка переслідування | 3     |